# Anneke Beerten

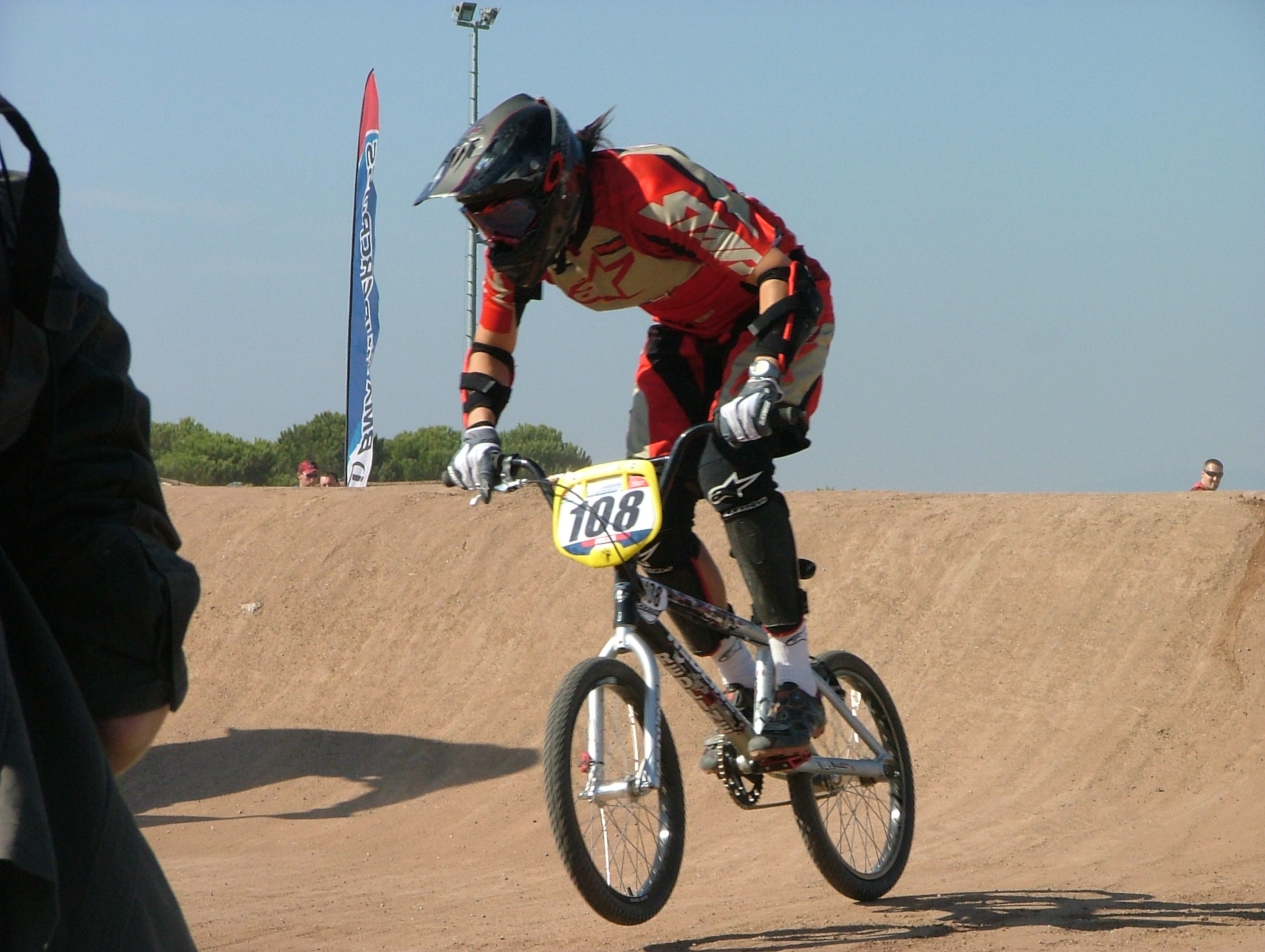
Anneke Beerten

Anneke Beerten (7 juli 1982) is een Nederlandse 'four crosster'. Four cross ('4X') is een discipline binnen het mountainbiken. Ze begon op vierjarige leeftijd met BMX en werd in deze discipline wereldkampioene. In 2007, 2008 en 2009 won Beerten de wereldbeker four-cross. Op 2 september 2011 werd ze wereldkampioen four cross in het Zwitserse Champéry. Ze prolongeerde haar titel in 2012 in Oostenrijk en won in 2015 in Italië haar derde wereldtitel.

## Resultaten
2015
- UCI World Championships 4X - 1e

2012
- UCI World Championships 4X - 1e

2011
- UCI World Championships 4X - 1e
- UCI World Cup #6 Val di Sole 4X - 1e
- UCI World Cup #4 Mont Sainte Anne 4X - 1e
- UCI World Cup #3 Leogang 4X - 3e
- UCI World Cup #2 Fort William 4X - 1e
- UCI World Cup #1 Pietermaritzburg 4X - 1e

2008
- UCI World Cup #5 - Bromont Canada 4X - 1e
- UCI World Cup #4 - Mont-Saint-Anne Canada 4X - 4e
- UCI World Championships - Val-di-Sole Italy 4X - 4e
- UCI World Cup #3 - Fort William UK 4X - 3e
- UCI World Cup #2 - Vallnord Andorra 4X - 1e
- UCI World Cup #1 - Maribor Slovenia 4X - 1e

2007
- UCI World Cup Overall 4X 2007 - 1e
- UCI World Cup #5 Maribor Slovenia 4X - 1e
- UCI World Cup #4 Schladming Austria 4X - 2e
- UCI World Cup #3 Mont st. Anne Canada 4X - 1e
- UCI World Championships 4X - 2e

2006
- UCI World Championships 4X - 2e
- Europees kampioen 4X

## Teams
2011: Milka-Trek Mountainbike Racing Team
- MS Intense Factory Racing team
- Bikepark.ch
- Specialized Factory Racing team
- GT Factory Racing team